# Restio egregius
Restio egregius är en gräsväxtart som beskrevs av Ferdinand von Hochstetter. Restio egregius ingår i släktet Restio och familjen Restionaceae. Inga underarter finns listade i Catalogue of Life.